# Tragedia de Paraisópolis en 2019
La Tragedia de Paraisópolis, también llamada Masacre de Paraisópolis, fue un motín cometido por la policía militar. El caso, que causó nueve muertes, ocurrió en la madrugada del 1 de diciembre de 2019 en el barrio de Paraisópolis, en la ciudad de São Paulo. En una acción de la Policía Militar del Estado de São Paulo en un baile funk, durante una persecución, se produjo un motín que resultó en la muerte de nueve jóvenes, con doce hospitalizados, siendo el pisoteado la supuesta causa directa de las muertes. Sin embargo, según los familiares de las víctimas e informes preliminares, los cuerpos de algunas víctimas no presentaban signos físicos de haber sido pisoteados, como ropa limpia, ausencia de heridas o sangre. Además, en los certificados de defunción consta que cuatro de las víctimas fallecieron como consecuencia de asfixia mecánica y traumatismo en la médula espinal.

## Incidente
Los jóvenes estaban reunidos en el baile DZ7, celebrado en la esquina de las calles Ernest Renan y Rodolf Lutze, cuando la Policía Militar ingresó al evento para dispersarlos. Según vecinos y asistentes al baile, policías rodearon las salidas de la calle y atraparon a las víctimas en un callejón. Según la Policía Militar, la acción se produjo en respuesta a dos hombres en una motocicleta que presuntamente dispararon contra agentes policiales y, sin dejar de disparar, intentaron esconderse en la fiesta, provocando un disturbio, durante el cual los agentes fueron recibidos con "botellas". , piedras, etc." Según el propio primer ministro, se utilizaron balas de goma y "munición química para la dispersión y la seguridad del equipo".
En un video que habría sido grabado luego de dispersar el baile, los policías golpean, abofetean y patean a jóvenes que ya estaban bajo control. En otro vídeo, la policía dispara balas de goma contra la gente que se encontraba allí. La Policía Militar admitió que "algunas imágenes sugieren abusos, acciones desproporcionadas" y que "el rigor responsabilizará a quienes cometieron excesos".
El caso fue registrado en el Distrito 89 de Policía de Jardim Taboão. La Policía Militar abrió una Investigación sobre la Policía Militar, que se cerró en febrero de 2020 después de que la División de Asuntos Internos del Primer Ministro considerara legales las acciones de los agentes de policía. La investigación indicó que no hubo ningún error procesal por parte de los 31 policías que participaron en el operativo. El defensor del pueblo de la PM en el momento de la acción, Bendito Mariano, criticó la conclusión, afirmando que el operativo no debe considerarse "normal" y que daña la imagen de la Policía Militar. Mariano había dejado el cargo la víspera de la presentación de las conclusiones de la investigación, por decisión del gobernador João Doria.

### Muertes
| Nombre                             | Edad | Ocupación                         | Residencia      |
| ---------------------------------- | ---- | --------------------------------- | --------------- |
| Bruno Gabriel dos Santos           | 22   | –                                 | Mogi das Cruzes |
| Dennys Guilherme dos Santos Franca | 16   | –                                 | –               |
| Eduardo Silva                      | 21   | asistente de taller               | Carapicuíba     |
| Gabriel Rogério de Moraes          | 20   | –                                 | Mogi das Cruzes |
| Gustavo Cruz Xavier                | 14   | –                                 | Capão Redondo   |
| Denys Henrique Quirino da Silva    | 16   | estudiante, limpieza de tapizados | Pirituba        |
| Luara Victoria de Oliveira         | 18   | –                                 | Interlagos      |
| Marcos Paulo Oliveira dos Santos   | 16   | estudiante                        | Jaraguá         |
| Mateus dos Santos Costa            | 23   | vendedor                          | Carapicuíba     |

## Reacciones
El presidente del Consejo Estatal para la Defensa de los Derechos Humanos del gobierno de São Paulo, Dimitri Sales, declaró que "la forma en que se desarrolló la operación, impidiendo vías de escape, promoviendo la dispersión desordenada, sin que la gente pudiera huir, sin tener espacio para escapar, todo esto constituye un acto de masacre. No fue un mero accidente como quisiéramos hacerles creer".